# Google Meet
Google Meet е услуга за осъществяване на онлайн видеовръзки, разработена от компанията Google през 2017 г. Има налични версии за операционните системи Android и iOS, както и уеб базирана такава. Първоначално в един видеоразговор са можели да участват до 30 души.
По време на пандемията от COVID-19 обаче това ограничение е премахнато и сега в един разговор могат да се включат до 100 души.

## Основни функции
Приложението се отличава с това, че е лесно за работа и е без сложни функции, което го прави изключително удобно за начинаещи потребители.
- Видеоразговори с разделителна способност до 720p
- Чат
- Криптиране
- Премахване на шума
- Споделяне на екран
- Записване на срещата